# 本郷川 (福山市)
本郷川（ほんごうがわ）は、広島県尾道市および福山市を流れる二級河川の本流である。かつて、福山市立今津小学校や、地元ボランティア活動で水質調査を行っていた。

## 流路
尾道市原田町の摩訶衍山（まかえんざん、標高 382.8m）の北側に源を発し、南東へ流れる。小原川を合わせ南に転じ、福山市今津町市街地を流れ松永湾に注ぐ。幹川流路延長 13.0km、流域面積 30.4km2。